# Amine M‘Raihi
Amine M‘Raihi (* 30. März 1986 in Tunis) ist ein tunesischer Musiker (Oud) und Psychiater.

## Leben und Wirken
M‘Raihi wuchs als Sohn eines musikliebenden Arztes auf. Bereits im Alter von knapp drei Jahren erhielt er ersten Unterricht auf der Oud. Mit seinem Bruder Hamza bildete er das Duo Amine & Hamza, das seit 2002 mehrere Alben (zunächst bei Laika Records) vorlegte. 2004 zog er mit seinem Bruder Hamza nach Polen, um dort neben der Fortsetzung ihrer Musikkarriere Medizin zu studieren. 2010 zogen die Brüder nach Lausanne, um am Centre hospitalier universitaire vaudois zu arbeiten.
In der Schweiz gründeten Amine und Hamza M‘Raihi unter anderem das Sextett «Band Beyond Borders», das klassische, arabische und indische Musik, Jazz und Flamenco miteinander fusionierte und traten insbesondere auf dem Cully Jazz Festival auf. Seit 2019, dem Jahr, in dem sein Bruder beschloss, seine Musikerkarriere zu beenden, setzt M‘Raihi seine Klangerkundungen in der Formation Nomad Spirit fort, in der Improvisation und orientalische Musik an den Metal grenzen. Er arbeitete außerdem in der Band von Heiri Känzig, mit der er 2023 bei der Jazzwoche Burghausen auftrat, und im Louis Matute Large Ensemble (Our Folklore). Weiterhin ist er auf dem Album Eastern Sonata von Baiju Bhatt & Red Sun und auf El Sueño de Toledo puy du fou España von Nathan Stornetta zu hören.

## Diskographische Hinweise
- Amine & Hamza: Ila Hounak (Laika Records 2003)
- Amine & Hamza/Band Beyond Borders Fertile Paradoxes (ARC Music 2017, mit Baiju Bhatt, Valentin Conus, Frederik Gille sowie Vincent Ségal, Kaushiki Chakraborty, Lukasz Adamczyk, Vincent Peirani)[8]
- Heiri Känzig: Travellin’ (Universal 2021, mit Matthieu Michel, Veronika Stalder, Marc Méan, Lionel Friedli)[9]